# Hiệp hội Doanh nghiệp Điện tử Việt Nam
Hiệp hội Doanh nghiệp Điện tử Việt Nam là tổ chức xã hội - nghề nghiệp của những người và doanh nghiệp, tổ chức hoạt động trong lĩnh vực thiết bị điện tử, công nghệ thông tin, viễn thông và tự động hóa tại Việt Nam. Hiệp hội có tên giao dịch tiếng Anh là Vietnam Electronic Industries Association, viết tắt là VEIA .
Hiệp hội là tổ chức phi chính phủ, phi lợi nhuận được thành lập ngày 02/6/2000 theo Quyết định số 38/2000/QĐ-BTCCBCP của Ban Tổ chức cán bộ Chính phủ (nay là Bộ Nội vụ) . Điều lệ Hiệp hội hiện hành được Bộ Nội vụ phê duyệt tại Quyết định số 1052/QĐ-BNV ngày 13 tháng 9 năm 2010 .
Văn phòng Hiệp hội đặt tại địa chỉ số 229 Tây Sơn, quận Đống Đa, Hà Nội, Việt Nam .
Theo trang web của Bộ Thông tin và Truyền thông thì các văn phòng của Hiệp hội có :
- Văn phòng Hiệp hội: Số 11B Phan Huy Chú, quận Hoàn Kiếm, Hà Nội.
- Văn phòng đại diện khu vực phía Nam: Số 217 Bis Nguyễn Thị Minh Khai, Quận I, Thành phố Hồ Chí Minh.
- Văn phòng đại diện miền Trung-Tây Nguyên: Số 6 Pauster, TP. Đà Nẵng.